# Le Giovani Marmotte e le previsioni del generale Quo
Le Giovani Marmotte e le previsioni del generale Quo (The Day the Mountain Shook) è una storia a fumetti sceneggiata da Carl Barks e disegnata da Kay Wright. Venne pubblicata nel 1972 negli USA; Daan Jippes ne ha realizzato un'altra versione nel 1992.

## Trama
Durante una gita con le Giovani Marmotte, per aver sbagliato una ricetta, i tre fratelli Qui, Quo e Qua insieme a Pluto vengono degradati a vivandieri e non possono scalare il monte Verdegloria. Una macchina di Paperone, però, perde il controllo e si mette a scavare nella montagna sopra la quale c'è il Gran Mogol con altre Giovani Marmotte, tentando di farla crollare. Qui, Quo e Qua bloccano il motore della macchina con un impasto appiccicoso.

## Storia editoriale
La storia venne sceneggiata da Carl Barks, disegnata da Kay Wright e inchiostrata da Larry Mayer. Venne pubblicata per la prima volta negli Stati Uniti d'America nel marzo 1972 sulla testata Huey, Dewey and Louie Junior Woodchuck, nel n. 13.
Negli anni novanta ne venne realizzata un'altra versione disegnata da Daan Jippes pubblicata il 17 luglio 1992 in Olanda su Donald Duck n. 29.